# Federația de Fotbal din Surinam
Federația de Fotbal din Surinam este forul ce guvernează fotbalul în Surinam.